# Општина Соконд (Сату Маре)
Соконд (рум. Socond) општина је у Румунији у округу Сату Маре.
Oпштина се налази на надморској висини од 202 m.